# Albert Ebossé Bodjongo
Albert Dominique Ebossé Bodjongo Dika (ur. 6 października 1989 w Duali, zm. 23 sierpnia 2014 w Tizi Wuzu) – kameruński piłkarz grający na pozycji napastnika.

## Kariera piłkarska
Bodjongo karierę piłkarską rozpoczął w juniorach Patrol FC of Mile 4 Limbe. Profesjonalny kontrakt podpisał w 2007 roku w Njalla Quan Sports Academy, skąd w 2008 roku został zawodnikiem Cotonsport Garua, w barwach którego dwukrotnie był mistrzem Kamerunu (2008, 2010), zdobywcą Puchar Kamerunu (2008) oraz dotarł do finału Afrykańskiej Ligi Mistrzów (2008).
Następnymi klubami w karierze Bodjongo były: algierski Unisport Bafang (2010–2011), kameruński Douala AC (2011–2012), malezyjski Perak FA (2012–2013 – debiut 15 kwietnia 2012 roku w meczu z Sabah FA (2:2)) oraz algierski JS Kabylie (2013–2014 – król strzelców ligi algierskiej).

## Kariera reprezentacyjna
Bodjongo w latach 2009–2014 zagrał w sześciu meczach reprezentacji Kamerunu B, a także grał w reprezentacji Kamerunu U-20.

## Sukcesy piłkarskie

### Cotonsport Garua
- Mistrzostwo Kamerunu: 2008, 2010
- Puchar Kamerunu: 2008
- Finał Afrykańskiej Ligi Mistrzów: 2008

### Indywidualne
- Król strzelców ligi algierskiej: 2014

## Śmierć
Dnia 23 sierpnia 2014 roku w Tizi Wuzu odbył się mecz ligi algierskiej: JS Kabylie – USM Alger (1:2), w którym Bodjongo strzelił bramkę z rzutu karnego jak się później okazało, swoją ostatnią bramkę w życiu. W pewnym momencie kibice zaczęli rzucać różnymi przedmiotami na murawę, a jeden z tych przedmiotów trafił w głowę kameruńskiego zawodnika. Rannym zawodnikiem natychmiast zajęli się lekarze, jednak oni byli bezradni. Bodjongo zmarł na stadionie w wieku 24 lat. Po tym zdarzeniu Algierska Federacja Piłkarska zdecydowała o zamknięciu na czas nieokreślony stadionu JS Kabylie – Stade 1er Novembre 1954.